# Chronologie de la Charente-Maritime
| Présentation chronologique des principaux événements historiques survenus dans ce qui constitue l'actuel département de la Charente-Maritime. |

## Préhistoire
- 65 millions d'années av. J.-C. : formation de l'estuaire de la Gironde.
- Néandertaliens et hommes de Cro-Magnon cohabitent en Saintonge, ce qu'a révélé la découverte en 1979 à Saint-Césaire des restes de « Pierrette », jeune néandertalienne vieille de 36 000 ans.

## Protohistoire
- Ve siècle av. J.-C. : installation probable des Santons dans l'actuel département de la Charente-Maritime.
- IVe siècle av. J.-C. : introduction probable de la civilisation des oppida où commence le développement de l'oppidum de Pons, ce qui en fait la plus ancienne ville de tout le département de la Charente-Maritime.

## Antiquité

### Haut Empire romain
- 58 av. J.-C. : L'oppidum de Pons est occupé par les armées romaines de Jules César ainsi que tout le pays des Santons.
- 52 av. J.-C. : Tentative de soulèvement des Santons après leur ralliement à Vercingétorix auprès duquel ils envoient une armée de 12 000 hommes. Incendie probable de l'oppidum de Pons qui devient par la suite un castrum romain.
- 20 av. J.-C. : Fondation probable de Mediolanum Santonum.
- 16 av. J.-C. : Sous le Principat d'Auguste, Mediolanum Santonum devient la capitale de la civitas santonum, une province de Gaule aquitaine, la plus grande province romaine de la Gaule. Le port de Novioregum devient la seconde agglomération de la Civitas des Santones.

- 14 : À partir de la mort d'Auguste, le castrum de Pons voit ses fonctions militaires décliner pendant la Pax Romana.
- 18 ou 19 : Fin de la construction de l'arc de Germanicus à Mediolanum Santonum et fin de construction de la Via Agrippa entre Mediolanum Santonum et Lugdunum.
- 21 : Fondation probable du castrum d'Aunedonnacum.
- 40 : Fin probable sous le règne de l'empereur romain Claude Ier de l'Amphithéâtre romain de Mediolanum Santonum.
- 43 : Sous l'effet de la Pax Romana, fermeture définitive du camp romain d'Aunedonnacum et probable abandon de la fonction militaire du castrum de Pons.

### Bas-Empire romain
- 256 : destruction et anéantissement de Portus Santonum, l'avant-port de Mediolanum Santonum, parfois identifié à Novioregum.
- 276 : incendie de Saintes et probablement de Pons par les Alamans.
- 285 : intégration de la Civitas Santonum, future province de la Saintonge, à la province romaine de l'Aquitaine seconde par l'empereur Dioclétien.
- IIIe siècle : évangélisation des Santones par Eutrope de Saintes, premier évêque de la ville.

- 408 : à l'automne, raid dévastateur des Vandales qui pillent toute la Saintonge dont Saintes et probablement Pons et Mazerolles, village situé aux portes de cette dernière.
- 418-507 : les Wisigoths occupent la région entre Loire et Gironde et créent des domaines ou occupent d'anciens domaines agricoles dont ceux de Gourvillette, près de Matha, de Goutrolles aux portes de Pons, alors dévasté, et de Goux, près de Pérignac[N 1].
- 419 : la petite cité portuaire de Royan s'entoure de palissades afin de se protéger des premières attaques wisigothiques. Dans le même temps, ceux-ci se voient accorder des terres dans le sud-ouest par l'empereur Flavius Honorius.
- 495 : les troupes de  Clovis occupent Saintes.

## Moyen Âge

### Haut Moyen Âge
- 507 : Clovis incorpore la Saintonge au duché d'Aquitaine.
- VIIe siècle : La Saintonge est incorporée à un éphémère royaume d'Aquitaine mérovingien, dont Caribert II est proclamé souverain.

- 732 : Saintes est incendiée par les Sarrasins où leur chef  Abd el Rahman et son armée sont ensuite battus près de Poitiers, à Vouneuil-sur-Vienne, par Charles Martel.

- 814 : Série de violents tremblements de terre "par lesquels Saintes en particulier fut fortement ébranlé"[1].
- 843 : Première apparition des drakkars vikings sur les côtes de l'Aunis et Aytré devient une des bases de leurs opérations ainsi que l'île d'Aix.
- été 844 : Premier raid viking contre Royan.
- 845 : Les Vikings remontent la vallée de la Charente et pillent Saintes. Ceux-ci installent une base aux alentours de Taillebourg et y demeurent pendant plusieurs décennies.
- 863 : Deuxième sac de Saintes par les Vikings.
- 865 : Sac de Saint-Jean-d'Angély et de son abbaye bénédictine par les Vikings.
- 866 : Mort du dernier comte de Saintonge, Landri à Annepont près de Taillebourg.
- 876 : Défaite des Vikings à Champdolent sur la Boutonne.
- Fin du IXe siècle : Fondation du Castrum Surgériacum, actuelle ville de Surgères.

### Bas Moyen Âge
- 1130 : Chute de Châtelaillon.
- 1137 : Aliénor d'Aquitaine épouse le roi de France Louis VII. La Saintonge et l'Aunis passent sous le contrôle direct du roi de France.
- 1152 : Aliénor d'Aquitaine divorce et épouse Henri Plantagenêt, lequel devient roi d’Angleterre en 1154. Les deux provinces passent sous influence anglaise.
- 1169 : Promulgation des rôles d'Oléron, premier recueil de droit maritime d'Europe.
- 1175: Octroi d'une charte communale à la ville de La Rochelle.
- 1179: Richard Cœur de Lion démantèle entièrement la  forteresse médiévale de Pons.
- 1185 : Le site de Pons est de nouveau fortifié et le donjon de Pons est construit, il est l'un des plus massifs et le plus élevé de toute la Saintonge.

- 1224 : Siège de La Rochelle
- 1242 : Le 20 mai, Henri III, roi d'Angleterre et duc d'Aquitaine, débarque à Royan avec 300 chevaliers afin de défendre ses terres, que le roi de France Louis IX entend donner en apanage à son frère Alphonse de Poitiers.
- 1242 : Le 21 juillet, les troupes anglo-aquitaines sont sévèrement bousculées par les français à la bataille de Taillebourg.
- 1242 : Le 24 juillet, l'armée d'Henri III est défaite sous les murs de Saintes. Le roi-duc se réfugie à Blaye.
- 1242 : Le 1er août, Traité de Pons imposé par Saint-Louis qui démantèle le comté du Poitou au profit de la Couronne.
- 1255 : Création de la sénéchaussée de Saintes par Alphonse de Poitiers, frère de Saint-Louis.
- 1259 : La Saintonge est divisée en deux. Par le traité de Paris, le roi Louis IX accepte de rendre à Henri III le sud de la Saintonge. La Charente devient une « frontière » entre domaines anglo-aquitains et français. Le nord de la Saintonge reste sous l'autorité d'Alphonse de Poitiers, comte de Poitou.
- 1271 : Mort d'Alphonse de Poitiers. Conformément aux dispositions du traité de Paris, le nord de la Saintonge et l'Aunis doivent revenir dans le giron anglo-aquitain. Les français refusent néanmoins d'appliquer la mesure.
- 1286 : Aunis et Saintonge septentrionale sont rendus aux anglo-aquitains.

- 1347 : Premiers cas de peste.
- 1348 : Épidémie de peste noire qui ravage un quart des habitants de La Rochelle[2].
- 1355 : Le Prince Noir, héritier du trône d’Angleterre nommé prince d'Aquitaine par son père, guerroie en Saintonge.
- 1360 : Traité de Brétigny où l'Aunis et la Saintonge redeviennent possessions anglaises.
- 1372 : Le 22 juin, la bataille de La Rochelle s'achève par une victoire française. Le connétable Bertrand du Guesclin fait le siège de Broue où se trouve la belle-mère du roi de France, Isabelle de Valois est retenue prisonnière. Fin septembre : siège de Pons et fin des hostilités franco-anglaises dues au traité de Brétigny de 1360.
- 1372 : L'Aunis et la Saintonge font partie de la Couronne de France.
- 1374 : L'Aunis est séparée de la Saintonge et reconnue officiellement comme une province par le roi Charles V.

- 1402 : Parti de La Rochelle, l'explorateur Jean de Béthencourt conquiert les îles Canaries.
- 1451 : Siège du château de Montguyon. La totalité de la Saintonge est conquise par les français.
- 1453 : Libération des places de Jonzac et de Montendre du joug anglais en juin et fin de la Guerre de Cent Ans en juillet.
- 1460 : Mortagne est érigée en principauté au profit de François de Montberon.

## Temps Modernes

### XVIesiècle
- 1524 : Épidémie de peste autour de Saint-Jean-d'Angély.
- 1534 : Jean Calvin se réfugie en Saintonge. Ses prêches, diffusés dans la région, contribuent à la diffusion de la Réforme.
- 1542 : Révoltes de la gabelle à La Rochelle et Marennes.
- 1546 : Profanation de l'église Saint-Pierre-de-Sales à Marennes.
- 1548 : Jacquerie des pitauds contre le projet d'extension de la gabelle aux provinces de Saintonge et d'Aunis. Le connétable Anne de Montmorency mène une répression féroce.
- 1550 : Fin de construction du château de Dampierre-sur-Boutonne dont les travaux ont débuté en 1495.
- 1552 : Supplice de deux « hérétiques » protestants à La Rochelle.
- 1555 : Fondation de la cité de Jacopolis sur Brouage (Brouage) par Jacques II de Pons.
- 1557 : Le pasteur Pierre Richer fonde la première église protestante de La Rochelle. Supplice cette année-là de Philibert Hamelin à Saintes considéré comme l'Apôtre de la Saintonge. Première imprimerie - protestante - en Saintonge, implantée à Marennes.
- 1558 : Le pasteur Charles de Clermont dit La Fontaine (ou Lafontaine) est le premier pasteur de l'église réformée de Marennes.
- 1559 : (mai). Premier synode national des Réformés à Paris où, parmi les douze églises protestantes représentées, trois proviennent de la Saintonge (Saintes, Saint-Jean-d'Angély et Marennes).
- 1562 : Début des guerres de religion. Saccage des églises de La Rochelle et sac de Saint-Jean-d'Angély où l'abbaye et l'abbatiale sont détruites par des huguenots exaltés.
- 1563 : Barthélemy Berton imprimeur à Marennes délocalise son imprimerie à la Rochelle. Cette année-là, il édite le Recepte véritable de Bernard Palissy.
- 1565 : (septembre) Le roi Charles IX, sa mère Catherine de Médicis et le duc d'Anjou, futur roi Henri III à Marennes (séjour du 3 au 7), Saintes (séjour du 7 au10), Saint-Jean-d'Angély (nuit du 10 au 11), Surgères (nuit du 11 au 12) et La Rochelle (séjour du 12 au 17)[3].
- 1567 : La Rochelle « capitale » des protestants, s'érige en « république théocratique ».
- 1569 : le 15 mars, deux jours après la défaite de Jarnac où meurt le prince de Condé, assemblée des chefs protestants à Tonnay-Charente présidée par Gaspard de Coligny et Jeanne-d’Albret, reine de Navarre et mère du futur roi Henri IV.
- 1570 : Création du Collège de La Rochelle par Jeanne d'Albret et son fils Henri de Navarre.
- 1573, Le 11 février, début du siège de La Rochelle.
- 1586 : Théodore Agrippa d'Aubigné conquiert l'île d'Oléron, dont il se proclame gouverneur.
- 1592 : Henri IV érige la ville de Royan en marquisat au bénéfice de Gilbert de la Trémoille.
- 1598 : Proclamation de l'édit de Nantes. La Rochelle, Marans, Pons, Royan et Taillebourg deviennent des places-fortes de sûreté protestantes.
- 1600 : Début de construction du Grand Temple de La Rochelle qui à la fin de son édification pouvait recevoir 3 000 personnes. Inauguration du nouveau Temple réformé de Marennes. Début du chantier de reconstruction de l'église Saint-Pierre-de-Sales de Marennes.

### XVIIesiècle
- 1604 : Pierre Dugua de Mons et Samuel Champlain partent explorer les côtes de Nouvelle-France. Pierre Dugua de Mons fonde la première colonie acadienne sur l'île Sainte-Croix.
- 1608 : Samuel Champlain fonde la ville de  Québec le 3 juillet.
- 1621 : Du 21 mai au 24 juin, le roi Louis XIII vient mettre le siège sous les murs de la place-forte protestante de Saint-Jean-d'Angély qui s'est révoltée. Il s'empare également de Pons, alors l'une des places fortes de sûreté des Protestants depuis la promulgation de l'édit de Nantes de 1598.
- 1622 : Le 22 mai, le roi Louis XIII assiège Royan. La place-forte est condamnée à la destruction. La même année, le site fortifié de Pons est rasé sur ordre du roi, à l'exception de son donjon.
- 1627 : Du 10 septembre au 28 octobre 1628, le cardinal de Richelieu organise le siège de La Rochelle, « capitale » et bastion des insurgés protestants. Sur les 28 000 habitants que comptait la ville, seuls 5 500 survivront à l'épreuve de force.
- 1630 : Épidémie de peste à Pons.
- 1652 :  Épidémie et famine à La Rochelle où 1/10e des habitants sont frappés de "mortalité effrayante" (1 800 habitants sur 18 000 que compte la ville à cette époque)[4].
- 1660: Les 29 et 30 juin, puis le 1er juillet, visite du roi Louis XIV et du cardinal de Mazarin à Saintes, Marennes, Brouage, île d'Oléron, puis Saint-Jean-d'Angély.
- 1666: Création de Rochefort.
- 1680 : Construction du château du Douhet, au nord de Saintes.
- 1694 : Création de la Généralité de La Rochelle. Épidémie de fièvre jaune à Rochefort.

### XVIIIesiècle
- 1708 : début du « Grand Hyver » le 28 janvier. Les grands fleuves de la région, y compris la Gironde, sont pris par les glaces. La famine touche la région.
- 1722 : création de l'école de médecine navale de Rochefort.
- 1732 : création de l'académie des belles-lettres, sciences et arts de La Rochelle.
- 1745 : épidémie de peste et de scorbut à Rochefort.
- 1749 : construction du château de la Gataudière, aux portes de Marennes par François Fresneau de la Gataudière, surnommé le "père du caoutchouc".
- 1755 : le 1er novembre, le tremblement de terre de Lisbonne est fortement ressenti dans la région.
- 1772 : inauguration du château de Plassac, appelé également château de Dampierre, dont les travaux de reconstruction ont été établis en 1769.
- 1777 : fondation de l'école de chirurgie de Saintes.
- 1780 : le marquis de La Fayette embarque sur l'Hermione depuis Port-des-Barques afin d'apporter son concours aux « insurgents » du général George Washington.
- 1789 : le 22 décembre, l'assemblée constituante vote un décret créant une nouvelle division administrative, le département. Le département Aunis et Saintonge est formé à partir de la majeure partie de la Saintonge, de l'Aunis et d'une petite portion du Poitou.
- 1790 : le 26 février, le département est rebaptisé Charente-Inférieure afin de gommer toute référence aux anciennes provinces.
- 1790 : le 4 mars, la création du département est officiellement entérinée.
- 1790 : au mois d'avril, émeutes à Saint-Thomas-de-Conac, Saint-Sorlin-de-Conac et Saint-Georges-des-Agoûts après des prêches virulents du « curé rouge » Jacques Roux.
- 1790 : du 10 au 22 octobre, émeutes contre la persistance des droits seigneuriaux à Migron et Varaize
- 1791 : le 28 mars, Isaac-Étienne Robinet est élu évêque constitutionnel de Saintes
- 1793 : le 3 novembre, création du tribunal révolutionnaire de Rochefort. Présidé par Joseph Lequinio et Joseph François Laignelot, représentants du peuple envoyés par la Convention, il a autorité sur tout le département.
- 1794 : le 25 janvier, arrêté du Comité de salut public ordonnant le rassemblement des prêtres réfractaires en vue de leur déportation.
- 1799 : un important tremblement de terre cause des dégâts matériels conséquents.
- 1800 : refonte importante de la carte administrative de la Charente-Inférieure. Jonzac devient sous-préfecture cette année-là, de même que Marennes, Rochefort, La Rochelle et Saint-Jean-d'Angély. Saintes demeure la préfecture du département.

## Époque contemporaine

### XIXesiècle
- 1804 : début de construction du fort Boyard sur ordre de Napoléon Ier.
- 1806 : début de construction de Fort-Enet au large de l'Ile d'Aix.
- 1809 : bataille de l'île d'Aix entre les flottes françaises et britanniques.
- 1810 : Le 1er juillet, La Rochelle remplace Saintes comme préfecture départementale.
- 1815 : après sa seconde abdication, Napoléon Ier rejoint Fouras et l'île d'Aix. Il y est attendu par un navire britannique qui le conduit en exil sur l'île Sainte-Hélène.
- 1816 : les bains de mer se développent à Royan.
- 1818 : le sous-préfet de Marennes Charles-Esprit Le Terme commence l'aménagement des marais de Brouage et de la Seudre. Son œuvre est à l'origine du syndicat des marais de la Charente-Maritime, l'UNIMA.
- 1822 : complot des quatre sergents de La Rochelle. Attaques d'un loup enragé autour de Beurlay et de Saint-Porchaire.
- 1832 (juillet) : épidémie de choléra dans l'île de Ré et à La Rochelle.
- 1834 : épidémie mortelle de choléra dans l'île de Ré.
- 1842 : inauguration du pont suspendu sur la Charente à Tonnay-Charente.
- 1846 : Création d'un dépôt d'étalons à Saintes, c'est l'ancêtre du Haras national de Saintes.
- 1848 : Le 4 juin, Louis-Napoléon Bonaparte est élu député de la Charente-Inférieure.
- 1854 : Fermeture définitive du bagne de Rochefort et transfert des prisonniers à Cayenne en Guyane.
- 1857 : Inauguration des gares ferroviaires de La Rochelle (6 septembre) et de Rochefort (7 septembre) qui sont les premières villes du département à être reliées par voie ferrée à la capitale.
- 1862 : Inauguration d'un troisième bassin à flot qui deviendra le bassin des chalutiers à La Rochelle et du Canal de la Charente à la Seudre à Marennes.
- 1863 : Inauguration du Palais de justice de Saintes, alors chef-lieu judiciaire du département.
- 1867 : Saintes est la troisième ville du département à être desservie par la voie ferrée et devient le siège régional de la Compagnie des Charentes.
- 1871 : Après l'échec de la Commune de Paris, près de 500 fédérés sont incarcérés dans les différents forts de Fouras.
- 1872 : Premier cas avéré de vigne phylloxérée dans la commune de Chérac, canton de Burie. Trois ans plus tard, l'ensemble du vignoble de la Saintonge est touché par la crise du phylloxéra.
- 1875 : Le train arrive à Royan.
- 1876 : Début de la crise du phylloxéra dans le vignoble de l'Aunis.
- 1880 : Début du chantier d'un nouveau port de commerce situé à La Pallice, qui deviendra l'avant-port de La Rochelle et dont l'inauguration aura lieu dix ans plus tard.
- 1883 : Le phylloxéra gagne les vignes des îles charentaises jusque-là préservées du terrible fléau (Ré et Oléron).
- 1888 : (13 janvier) Eugène Biraud créée la première laiterie coopérative de France, à Chaillé (commune de Saint-Georges-du-Bois), près de Surgères. Cette laiterie inaugure le mouvement coopératif laitier en Poitou-Charentes et en  Vendée.
- 1889: (février) Marennes est la dernière sous-préfecture de la Charente-Inférieure à être reliée au réseau ferroviaire et à être dotée d'une gare.
- 1889 : Transfert du château d'Usson à Pons et achèvement des travaux de reconstruction selon un plan fantaisiste en 1890. Il est surnommé aujourd'hui le château des Énigmes.
- 1890 : Inauguration du port de La Pallice par le président de la République Sadi Carnot.
- 1895 : Incarcération d'Alfred Dreyfus au pénitencier de Saint-Martin de Ré, d'où il est déporté vers la Guyane.
- 1900 : Mise en service du pont transbordeur du Martrou sur la Charente au sud de Rochefort (juillet)

### XXesiècle
- 1902 : Le sénateur-maire de Pons, Émile Combes, devient président du Conseil.
- 1904 : Création de la première caséinerie industrielle de France à Surgères.
- 1905 : Construction du nouveau Phare de La Coubre, qui avec une hauteur de 64 mètres, est le phare le plus élevé du littoral charentais.
- 1907 : Création de l'École Nationale de Laiterie à Surgères sous l'impulsion de Pierre Dornic. L'ancien phare de La Coubre, construit en 1895, s'écroule en mai.
- 1909 : La zone d'appellation contrôlée des eaux-de-vie de cognac est fixée par un décret du 1er mai.
- 1917 : Création d'une base militaire américaine à Saint-Trojan-les-Bains. Talmont-sur-Gironde est choisi pour abriter un port militaire, mais le projet avorte à la suite de la signature d'un armistice entre les belligérants.
- 1920 : Grave épizootie entraînant la mortalité de 80 % des huîtres plates dans le bassin de Marennes-Oléron ; elles seront remplacées définitivement par la portugaise.
- 1926 : Suppression de la sous-préfecture de Marennes.
- 1927 : Fermeture de l'arsenal de Rochefort.
- 1932 : Pendant l'hiver 1932-33, le dernier loup qui a foulé le sol de Charente-Maritime a été abattu à Vinax dans le canton d'Aulnay.
- 1938 : La zone d'appellation des eaux de vie de cognac est divisée en six crus.
- 1939 : Pablo Picasso, fuyant Paris, installe son atelier à Royan. Il y peint notamment son « Café des bains ». Mortagne-sur-Gironde est classé troisième port de Gironde après Bordeaux et Blaye.
- 1940 : Le 23 juin, la 44e division de la Wehrmacht pénètre dans le département.
- 1941 : Le 4 septembre, le département est rebaptisé Charente-Maritime. Premières rafles contre les réseaux de résistance « Tatave » et « Fillol ».
- 1942 : Début de la construction du mur de l'Atlantique.
- 1944 : Le 24 juin, la gare et les ateliers ferroviaires de Saintes sont bombardés.
- 1944 : Le 30 juin, un jeune résistant de 19 ans, Pierre Ruibet, fait exploser le dépôt de munition allemand d'Heurtebise, près de Jonzac.
- 1944 : Le 1er septembre, le maire de La Rochelle, Léonce Vieljeux, est fusillé par les Allemands.
- 1945 : Le 5 janvier, la ville de Royan subit un terrible bombardement allié. 85 % des infrastructures sont détruites. 442 royannais et 35 allemands trouvent la mort dans cette attaque.
- 1945 : Du 14 au 17 avril, la poche de Royan est reconquise par les alliés durant l'opération Vénérable. Royan est de nouveau bombardée à plusieurs reprises, et l'on expérimente pour la première fois le napalm.
- 1945 : Le 22 avril, le général de Gaulle, accompagné de son ministre de la guerre André Diethelm, visite les ruines de Royan.
- 1945 : Le 30 avril marque le début de l'opération Jupiter visant à libérer l'île d'Oléron. Le commandant allemand se rend aux alliés le soir même à 18 heures.
- 1945 : Le 9 mai, le commandant allemand de La Rochelle, l'amiral Schirlitz, signe l'acte de reddition de la ville, qui devient ainsi la dernière ville de France à être libérée.
- 1947 : Début de la reconstruction de Royan.
- 1963 : Du 12 au 16 juin le général de Gaulle, président de la république, entame une visite en Poitou-Charentes. Le 13 juin, il visite Jonzac, Pons, Saintes, Royan, Rochefort et La Rochelle.
- 1964 : Mise en service du pont routier Saint-Clément sur la Charente (commune de Cabariot) pour remplacer le Pont suspendu de Tonnay-Charente, inadapté au trafic contemporain.
- 1965 : Création de l'usine SIMCA dans la nouvelle Z.I. de Périgny dans l'agglomération de La Rochelle, usine issue de la décentralisation industrielle.
- 1966 : Inauguration du pont de l'île d'Oléron (juin). Création du Centre audiovisuel de Royan pour l'étude des langues.
- 1967 : Création du zoo de La Palmyre par Claude Caillé. Ce parc zoologique devient par la suite l'un des plus importants d'Europe. Inauguration du pont transbordeur en béton du Martrou à Rochefort (février).
- 1970 : Nouvelle épizootie frappant les huîtres dans le bassin de Marennes-Oléron provoquant la mortalité des huîtres portugaises, ces dernières sont remplacées avec succès par la japonaise(Crassostrea gigas).
- 1972 : (juin) Inauguration du pont de la Seudre.
- 1972 : Le 7 septembre, l'île d'Oléron est secouée par un tremblement de terre de magnitude de 5,2 sur l'échelle de Richter.
- 1973 : Inauguration du premier Grand Pavois à La Rochelle, unique salon nautique à flot (septembre).
- 1975 : Inauguration de la voie expresse de la R.N. 137 (mise à 2X2 voies) entre La Rochelle et Rochefort.
- 1976 : Une vague de sécheresse sévit dans plusieurs régions de France. Un violent incendie ravage la forêt de la Coubre. Le zoo de La Palmyre est évacué dans l'urgence. Inauguration du pont du Brault sur la Sèvre niortaise, en aval de Marans.
- 1981 : Ouverture de l'autoroute A10 en Charente-Maritime (juin).
- 1982 : Pour la première fois de son histoire démographique, la Charente-Maritime franchit le cap symbolique du demi million d'habitants et demeure le département le plus peuplé entre Loire et Gironde (513 220 habitants au recensement de 1982). "Crue du siècle" de la Charente et de ses principaux affluents (Boutonne, Seugne) (décembre).
- 1984 : Création des Francofolies de La Rochelle.
- 1988 : Inauguration du pont de l'île de Ré (mai).
- 1991 : Inauguration du viaduc sur la Charente à Rochefort (mai) et destruction du pont-levant en béton du Martrou.
- 1993 : Création de l'Université de La Rochelle. La Rochelle accueille à la fin août de cette année sa première université du parti socialiste.
- 1994 : Inauguration du nouveau port de pêche de Chef-de-Baie, au sud de La Pallice, qui remplace l'ancien bassin des chalutiers construit en 1862 et édifié près du Vieux port de La Rochelle.
- 1997 : Mise en service de l'autoroute A837 entre Saintes et Rochefort (mars).
- 1998 : Classement de l'église Saint-Pierre d'Aulnay et du site de l'Hôpital des Pèlerins de Pons au patrimoine mondial de l'humanité.
- 1999 : Le 27 décembre, la tempête Martin frappe de plein fouet la Charente-Maritime. Des vents atteignant les 197 km/h sont relevés à Saint-Denis-d'Oléron, 194 km/h à Royan, 155 km/h à La Rochelle. Le bilan humain est de 13 morts, les infrastructures sont sévèrement endommagées.
- 2000 : 1er janvier : Inauguration du Phare du Bout du Monde à La Rochelle.

### XXIesiècle
- 2001 : Inauguration du nouvel Aquarium de La Rochelle, dans le quartier du Gabut, aux portes du vieux port de La Rochelle.

- 2005 : 18 avril : Séisme ressenti dans le département, d'une magnitude de 4,7.
- 2005 : mai : Inauguration du Paléosite de Saint-Césaire.

- 2006 : 1er janvier, le port de commerce de La Pallice devient le 8e Grand Port Maritime, statut portuaire qui remplace les ports autonomes.
- 2006 : octobre : Inauguration de la Cité de l'Huître à Marennes.

- 2007 : Pour la première fois de son histoire démographique, la Charente-Maritime a franchi officiellement le cap des 600 000 habitants, dénombrant au 1er janvier de cette année 605 410 habitants[5].
- 2007 : Juin, inauguration du centre hospitalier de Saintonge à Saintes.

- 2008 : La ville de Royan est choisie pour accueillir l'université d'été de l'UMP.
- 2008 : Mise à 2x2 voies de la N150 entre Saintes et Saujon.

- 2009: Le 24 janvier, la tempête Klaus provoque quelques dégâts dans le Sud du département.
- 2009 : 20 mars, inauguration officielle de l'Institut du Littoral et de l'Environnement à La Rochelle, connu également sous le sigle de l'ILE[6].
- 2009 : Octobre, surrection soudaine d'un îlot de sable au large du phare de Cordouan dans l'estuaire de la Gironde.

- 2010 : Le 28 février, la tempête Xynthia frappe de plein fouet les côtes du département. Des vents violents atteignant les 160 km/h conjugués à de fortes marées entraînent la submersion de plusieurs régions littorales. Du nord au sud sur le littoral continental, les communes de Charron, La Rochelle, Aytré, Châtelaillon, Fouras, Port-des-Barques, Bourcefranc-le-Chapus ou La Tremblade apparaissent comme les plus touchées, de même qu'une grande partie des îles de Ré, d'Oléron, Madame et d'Aix. Une douzaine de morts sont déplorés dans le département, où l'état de catastrophe naturelle est déclaré.
- 2010 : Le 29 septembre, un tremblement de terre est fortement ressenti dans l'île d'Oléron, séisme de magnitude 4,5.

- 2011 : Le 27 mars, inauguration officielle du nouveau centre hospitalier de Rochefort.

- 2012 : (janvier) Le Grand Port Maritime de La Pallice dépasse pour la première fois de son histoire le port de Bordeaux pour son trafic maritime qui s'élève au chiffre historique de plus de 8,4 millions de tonnes. Il devient dès lors le 8e port de commerce de France.
- 2012 ; Le 6 juillet, mise à l'eau de la frégate L'Hermione sur la Charente, à Rochefort, face à 65 000 spectateurs et spectacle retransmis par de nombreuses chaînes de la télévision nationale (TF1, France2, France3).